# Casimir Ier d'Opole
Pour les articles homonymes, voir Casimir er.
Casimir Ier d’Opole (en polonais Kazimierz I Opolski) de la dynastie des Piasts, est né en 1178 ou 1179, et mort le 13 mai 1230. Il est le fils de Mieszko Ier Jambes Mêlées et de Ludmiła de Bohême.
Il a été le duc d’Opole et de Racibórz de 1211 à 1230.
Casimir est né dans un contexte politique instable, Mieszko III le Vieux étant écarté du pouvoir à Cracovie, son successeur Casimir II le Juste, pour éviter de nouveaux conflits, distribue des terres, notamment au père de Casimir d’Opole qui jusque-là était l’allié de Mieszko III le Vieux. . 
Casimir d’Opole succède à son père en 1211. 
Au début, Casimir fait partie du camp des jeunes Piasts (Lech Ier le Blanc, Conrad Ier de Mazovie et Ladislas Odonic) qui s’oppose à la politique menée par les anciens que sont Ladislas III aux Jambes Grêles et Henri Ier le Barbu. Il accorde de nombreux privilèges à l’Église, ayant besoin du soutien de celle-ci devant l’appétit de ses voisins plus puissants. 
La menace silésienne du duc Henri Ier le Barbu se précisant de plus en plus, il a pris la seule décision possible, une politique d’étroite collaboration avec son voisin. Ainsi en 1225, il soutient militairement Henri Ier le Barbu lorsque celui-ci assiège Cracovie pour tenter de s’emparer du trône. L’alliance avec Henri Ier lui permet de faire des gains territoriaux temporaires, comme en 1227, après l’assassinat de Lech le Blanc, profitant de la foire d’empoigne entre les prétendants au trône, il annexe pour une courte période la place-forte de Czeladź. 
Imitant Henri Ier, il tente aussi d’attirer des colons allemands dans son duché, avec moins de succès qu’en Basse-Silésie. Il accorde les droits de Magdebourg à plusieurs localités pour favoriser le développement économique de son duché. 
Il est décédé le 13 mai 1230. Henri Ier le Barbu a pris sous sa protection sa veuve, ses deux fils (Mieszko et Ladislas) et ses deux filles (Więcesława et Euphrosyne).